# Higashihiroshima
Higashihiroshima (japanisch 東広島市, -shi, wörtlich: „Ost-Hiroshima“) ist eine Großstadt in der Präfektur Hiroshima in Japan.

## Geschichte
Die Stadt wurde am 20. April 1974 durch Zusammenlegung der vier Kleinstädte (Chō) Hachihonmatsu (八本松町, -chō), Saijō (西条町, -chō), Shiwa (志和町, -chō) und Takaya (高屋町, -chō) im Landkreis Kamo gebildet.
1992 überstieg die Einwohnerzahl 100.000.
Am 7. Februar 2005 wurden die Kleinstädte Fukutomi (福富町, -chō), Kōchi (河内町, -chō), Kurose (黒瀬町, -chō) und Toyosaka (豊栄町, -chō) im Landkreis Kamo sowie die Kleinstadt Akitsu (安芸津町, -chō) im Landkreis Toyota eingemeindet.

## Sehenswürdigkeiten

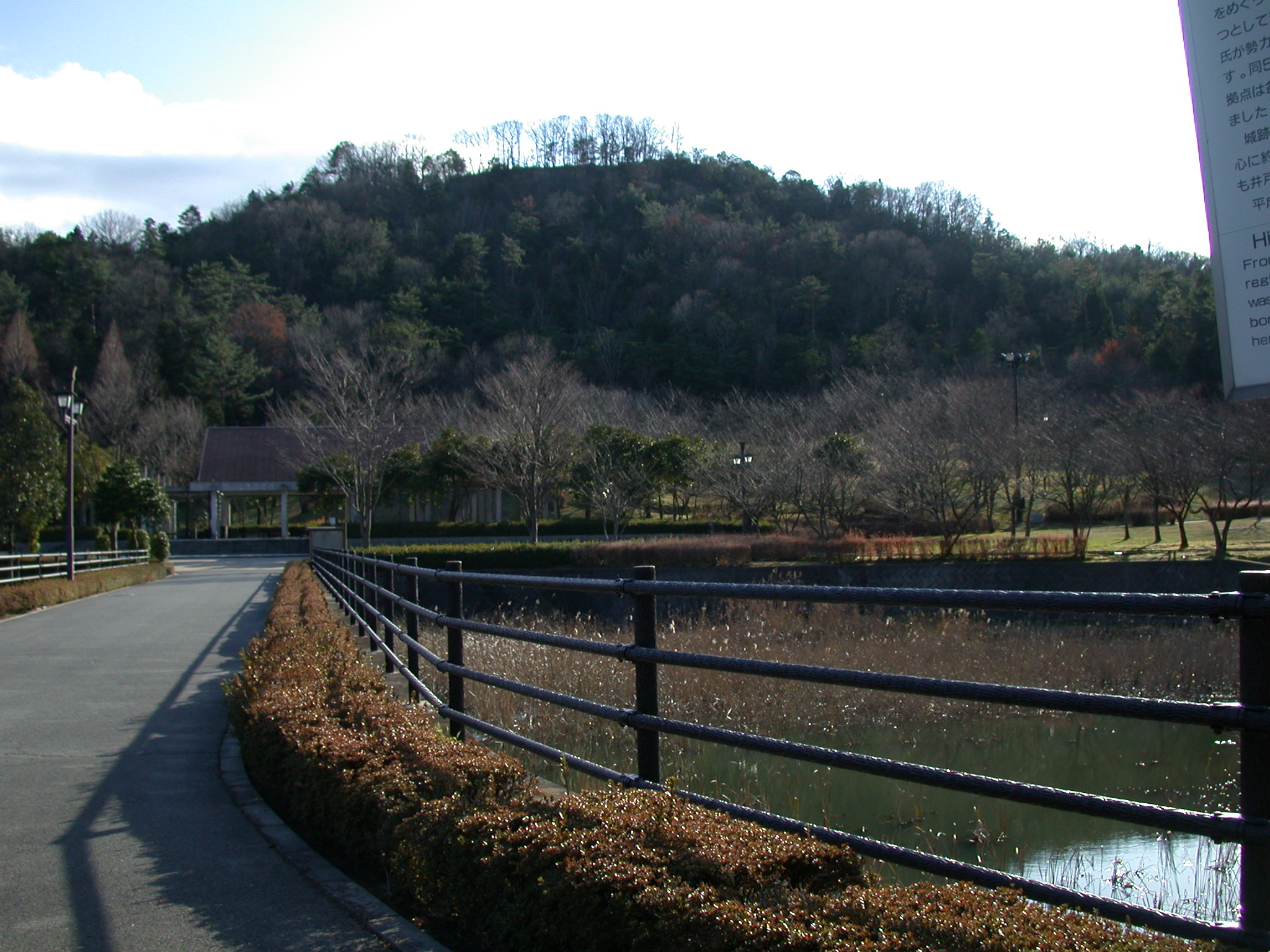
Überreste der Burg Kagamiyama

- Überreste der Burg Kagamiyama (鏡山城, Kagamiyama-jō)

## Verkehr
- Straße:
  - San’yō-Autobahn
  - Nationalstraße 2: nach Ōsaka und Kitakyūshū
  - Nationalstraßen 185, 375, 486
- Zug:
  - JR San’yō-Shinkansen: Bahnhof Higashihiroshima, nach Tokio und Hakata
  - JR San’yō-Hauptlinie: nach Kōbe und Kitakyūshū
  - JR Kure-Linie

## Bildung
- Universität Hiroshima

## Städtepartnerschaften
- Deyang, Volksrepublik China

## Angrenzende Städte und Gemeinden
- Takehara
- Akitakata
- Miyoshi
- Kure
- Mihara

## Söhne und Töchter der Stadt
- Kazuhiko Hasegawa (* 1946), Filmregisseur